# Raúl Asencio
Raúl Asencio, właśc. Raúl Asencio del Rosario (ur. 13 lutego 2003 w Las Palmas de Gran Canaria) – hiszpański piłkarz występujący na pozycji obrońcy w hiszpańskim klubie Real Madryt oraz w reprezentacji Hiszpanii. Zdobywca Pucharu Interkontynentalnego w 2024 roku.

## Sukcesy

### Real Madryt
- Puchar Interkontynentalny: 2024
- Superpuchar Hiszpanii (2 miejsce): 2025